# 1883-as elnöki választások a Transvaal Köztársaságban
A Transvaal Köztársaságban 1883-ban rendeztek elnökválasztást, amely az állam történetében a második ilyen esemény volt. A választásokat 1883. április 16-án tartották, a Trimuvirátus időszakának lezárulásakor, feltehetően az ország fővárosában, Pretoriában. Mindössze két jelöltre lehetett voksolni, Piet Joubertre, aki a búr hadsereg egyik vezetője volt, illetve Paul Kruger transvaali politikusra. A győzelmet végül Kruger fölényesen szerezte meg, a szavazatok mintegy 74,5%-val. Joubert mindössze 25%-nyi szavazatot kapott, szám szerint 1171-et.

## Eredmények
| Indulók      | Szavazatok száma | Százalék |
| ------------ | ---------------- | -------- |
| Paul Kruger  | 3431             | 74,5     |
| Piet Joubert | 1171             | 25,5     |

## Kruger elnöksége
1877-ben az Egyesült Királyság annektálta (elfoglalta) Transvaalt és Paul Kruger - a békés megoldásban bízva - Londonba ment, hogy tárgyaljon a brit kormánnyal. Azzal érvelt, hogy az annexió erkölcsileg elfogadhatatlan a búrok számára. Érvei azonban hatástalanok maradtak és a kiábrándult Kruger visszatért Dél-Afrikába. 
1880-ban Piet Joubert, Marthinus Wessel Pretorius, valamint Kruger egyesítették erőiket és közösen ígéretet tettek a nemzeti függetlenség kivívására. 1881-ben a búrok megnyerték az első búr háborút, majd 1883-ban Krugert az újonnan alakult Transvaal Köztársaság elnökévé nevezték ki. A transvaali aranyláz következtében az állam kénytelen volt a vasúthálózatot és az utakat fejleszteni, valamint megfelelő szálláslehetőségeket biztosítani a fejlődő városokban, ennek hatására az országban infrastrukturális fejlődés kezdődött, és az elmaradott afrikai állam egyre inkább iparosodott „európai” állammá vált. 1888-ban Krugert újraválasztották, valamivel nagyobb különbséggel mint 1883-ban. Ebben szerepe volt annak is, hogy az általa kedvelt személyeket előnyben részesítette a gazdasági koncessziók adományozásánál.

## Lásd még
- Elnökválasztások a Transvaal Köztársaságban
- Búrok

## Fordítás
- Ez a szócikk részben vagy egészben  a   Transvaal presidential election, 1883 című angol Wikipédia-szócikk fordításán alapul.  Az eredeti cikk szerkesztőit annak laptörténete sorolja fel. Ez a jelzés csupán a megfogalmazás eredetét és a szerzői jogokat jelzi, nem szolgál a cikkben szereplő információk forrásmegjelöléseként.